# Marcos Garuti
Marcos Garuti (São Paulo) - ????) é ilustrador, desenhista. Autor premiado com o troféu HQ Mix de 1999, na categoria de melhor ilustrador. [carece de fontes?]

## Prêmios
- Troféu HQ Mix, na categoria de melhor ilustrador, em 1999;
- Barco a Vapor[2][3], em 2012